# Jan Martínez Cid
Jan Martínez Cid (ur. ok. 1577 w Manzanal de los Infantes; zm. 1619 w Japonii) – błogosławiony Kościoła katolickiego, hiszpański dominikanin, misjonarz, męczennik.

## Życiorys
Jego rodzicami byli Jan Martínez i Maria Cid. Uczył się na uniwersytecie w Salamance. Następnie wstąpił do zakonu dominikanów w Salamance. Śłuby zakonne złożył 24 grudnia 1594 r.
Po otrzymaniu święceń kapłańskich, zgłosił się na ochotnika na misje na Dalekim Wschodzie. Opuścił Hiszpanię 21 czerwca 1601 r., a do Manili przybył 30 czerwca 1602 r. Wysłano go do Abucay, gdzie spędził 6 lat, po czym wrócił do Manili. W 1610 r. został przełożonym nowo ufundowanego klasztoru w tym mieście. W 1612 r. przeniesiono go do Mangaldan.
Dominikanie postanowili wysłać misjonarzy do Korei. W związku z tym Jan Martínez Cid wraz z dwoma innymi zakonnikami 15 lipca 1618 r. opuścił Manilę i 13 sierpnia dotarli do Nagasaki. Natychmiast rozpoczęto przygotowania do dalszej podróży do Korei, jednak nie doszła ona do skutku. Dwaj jego towarzysze powrócili do Manili, natomiast on sam postanowił pozostać w Japonii, gdzie był niedobór misjonarzy związany z mającymi tam miejsce prześladowaniami chrześcijan. Zaczął uczyć się japońskiego razem z włoskim dominikaninem Aniołem Orsucci.
W nocy 13 grudnia 1618 r. zostali oni aresztowani razem z Kosmą Takeya Sozaburō (właścicielem domu w którym przebywali) i jego sąsiadami. Jan Martínez Cid zachorował w więzieniu i zmarł 19 marca 1619 r.
Został beatyfikowany przez Piusa IX 7 lipca 1867 r. w grupie 205 męczenników japońskich.
Dniem jego wspomnienia jest 10 września (w grupie 205 męczenników japońskich).